# L'invenzione occasionale
L'invenzione occasionale è un libro di saggistica pubblicato dalla scrittrice Elena Ferrante nel 2019. Il libro contiene le colonne pubblicate dall'autore sul quotidiano inglese The Guardian e tradotte da Ann Goldstein.

## Contenuto
Nel 2017 Elena Ferrante è stata invitata a tenere una rubrica settimanale sul giornale The Guardian . I suoi scritti sono stati pubblicati ogni domenica tra il 20 gennaio 2018 e il 12 gennaio 2019, tradotti da Ann Goldstein. Erano accompagnati dall'illustrazione dall'artista Andrea Ucini.
I redattori del Guardian avevano suggerito argomenti per le colonne settimanali, producendo contenuti variati. Di conseguenza, le colonne funzionano come autonome. Uno dei temi più comuni nella serie è stato il processo di scrittura di Ferrante. In Keeping a Diary, la scrittrice ha commentato il suo primo tentativo di scrivere.
In un altro, ha menzionato l'adattamento all'epoca ancora inedito del suo romanzo La figlia oscura, che Maggie Gyllenhaal stava trasformando in un film con lo stesso nome, sostenendo che non avrebbe mai detto a una regista donna di seguire da vicino il suo testo, e incoraggiandola invece a raccontare la propria storia "È ora la sua storia da raccontare".
Le questioni del femminismo e dell'arte prodotta dalle donne sono frequenti nel testo, con la Ferrante che parla del suo tema spesso citato dell'amicizia femminile, lo sguardo maschile sulla sessualità, la difficoltà per le donne di diventare sé stesse in un mondo fatto per uomini, la politica di riscrittura di storie di genere, e come la letteratura femminile sia ancora percepita come di second'ordine.
In un'altra rubrica ha discusso della politica del suo Paese, in un raro cambio di argomento, per parlare contro la Lega Nord di Matteo Salvini. Afferma che il partito rappresenta un vero pericolo per la democrazia a causa della sua retorica razzista e afferma che Salvini "è diventato sempre più persuasivo, dando l'aspetto di un uomo comune bonario che comprende a fondo i problemi della gente comune e al momento giusto batte i suoi pugni xenofobi e razzisti sul tavolo".

## Ricezione
Il libro è stato lodato dalla critica come un'opportunità per vedere un altro lato di Elena Ferrante, che ha provato per la prima volta la saggistica breve. Le colonne sono state viste come irregolari, con alcune che hanno tirato più attenzione di altre.
Cassandra Luca, scrivendo per il Crimson, ha notato: "Questa raccolta di saggi è sottile. La scrittura di Ferrante è simile a un bisbiglio tra amici: dice la verità che si preferirebbe non sentire, ma la dice in modo compatto e devastante." Stiliana Milkova ha aggiunto: "Come Frantumaglia, Incidental Inventions fornisce uno spaccato del mondo della scrittrice e partecipa alla costruzione della sua identità autoriale".